# Matha
Matha és un municipi francès situat al departament del Charente Marítim i a la regió de la Nova Aquitània. L'any 2007 tenia 2.135 habitants.

## Demografia

### Població
El 2007 la població de fet de Matha era de 2.135 persones. Hi havia 967 famílies de les quals 371 eren unipersonals (156 homes vivint sols i 215 dones vivint soles), 329 parelles sense fills, 194 parelles amb fills i 73 famílies monoparentals amb fills.
La població ha evolucionat segons el següent gràfic:
Habitants censats

### Habitatges
El 2007 hi havia 1.103 habitatges, 988 eren l'habitatge principal de la família, 45 eren segones residències i 70 estaven desocupats. 951 eren cases i 151 eren apartaments. Dels 988 habitatges principals, 630 estaven ocupats pels seus propietaris, 326 estaven llogats i ocupats pels llogaters i 31 estaven cedits a títol gratuït; 13 tenien una cambra, 70 en tenien dues, 138 en tenien tres, 282 en tenien quatre i 486 en tenien cinc o més. 690 habitatges disposaven pel capbaix d'una plaça de pàrquing. A 541 habitatges hi havia un automòbil i a 286 n'hi havia dos o més.

### Piràmide de població
La piràmide de població per edats i sexe el 2009 era:
| Homes | Edats   | Dones |
| ----- | ------- | ----- |
| 4     | 95 o +  | 4     |
| 4     | 90 a 94 | 24    |
| 20    | 85 a 89 | 64    |
| 20    | 80 a 84 | 24    |
| 52    | 75 a 79 | 60    |
| 48    | 70 a 74 | 100   |
| 64    | 65 a 69 | 92    |
| 52    | 60 a 64 | 76    |
| 64    | 55 a 59 | 44    |
| 68    | 50 a 54 | 56    |
| 96    | 45 a 49 | 88    |
| 40    | 40 a 44 | 56    |
| 44    | 35 a 39 | 64    |
| 76    | 30 a 34 | 68    |
| 68    | 25 a 29 | 64    |
| 80    | 20 a 24 | 60    |
| 48    | 15 a 19 | 72    |
| 24    | 10 a 14 | 60    |
| 44    | 5 a 9   | 28    |
| 64    | 0 a 4   | 36    |

## Economia
El 2007 la població en edat de treballar era de 1.242 persones, 805 eren actives i 437 eren inactives. De les 805 persones actives 708 estaven ocupades (384 homes i 324 dones) i 95 estaven aturades (41 homes i 54 dones). De les 437 persones inactives 192 estaven jubilades, 74 estaven estudiant i 171 estaven classificades com a «altres inactius».

### Ingressos
El 2009 a Matha hi havia 991 unitats fiscals que integraven 2.044,5 persones, la mediana anual d'ingressos fiscals per persona era de 15.938 €.

### Activitats econòmiques
Dels 203 establiments que hi havia el 2007, 4 eren d'empreses extractives, 8 d'empreses alimentàries, 11 d'empreses de fabricació d'altres productes industrials, 20 d'empreses de construcció, 70 d'empreses de comerç i reparació d'automòbils, 5 d'empreses de transport, 4 d'empreses d'hostatgeria i restauració, 1 d'una empresa d'informació i comunicació, 12 d'empreses financeres, 11 d'empreses immobiliàries, 15 d'empreses de serveis, 26 d'entitats de l'administració pública i 16 d'empreses classificades com a «altres activitats de serveis».
Dels 55 establiments de servei als particulars que hi havia el 2009, 1 era una oficina d'administració d'Hisenda pública, 1 gendarmeria, 1 oficina de correu, 5 oficines bancàries, 1 funerària, 9 tallers de reparació d'automòbils i de material agrícola, 1 taller d'inspecció tècnica de vehicles, 2 autoescoles, 4 paletes, 3 guixaires pintors, 4 fusteries, 4 lampisteries, 2 electricistes, 1 empresa de construcció, 6 perruqueries, 2 veterinaris, 3 restaurants, 2 agències immobiliàries, 1 tintoreria i 2 salons de bellesa.
Dels 33 establiments comercials que hi havia el 2009, 3 eren supermercats, 2 botiges de menys de 120 m², 3 fleques, 7 carnisseries, 2 llibreries, 6 botigues de roba, 2 botigues d'equipament de la llar, 1 una sabateria, 1 una botiga de mobles, 1 una botiga de material esportiu, 2 drogueries, 2 joieries i 1 una floristeria.
L'any 2000 a Matha hi havia 27 explotacions agrícoles que ocupaven un total de 918 hectàrees.

## Equipaments sanitaris i escolars
Els 2 equipaments sanitaris que hi havia el 2009 eren farmàcies.
El 2009 hi havia 1 escola maternal i 2 escoles elementals. Matha disposava d'un col·legi d'educació secundària amb 416 alumnes.

## Poblacions més properes
El següent diagrama mostra les poblacions més properes.